# Hai să cântăm!
Hai să cântăm! este un film 3D de animație din anul 2016 produs de studioul Illumination Entertainment și distribuit de Universal Pictures.
În limba română, vocea oiței Eddie este asigurată de Pavel Bartoș